# Base missilistica Sdot Micha
La base missilistica Sdot Micha è una base nucleare strategica delle Forze di Difesa di Israele che si trova nei pressi di Zekharia e Sdot Micha, ad ovest di Bet Shemesh. Analisti militari pensano che sia la base dei missili balistici IRBM Jericho II e Jericho III, dotati anche di testate nucleari (bomba a fusione termonucleare, all'idruro di litio) con potenze da 40 a 1000 kt.

## Unità
- Squadrone 150, armato con Jericho II (IRBM)
- Squadrone 199, armato con Jericho II (IRBM)
- Squadrone 248, armato con Jericho III (ICBM)

## Fonti
- Sdot Micha from globalsecurity.org, su globalsecurity.org.
- Aeroflight World Airforces, su aeroflight.co.uk. URL consultato il 30 maggio 2006 (archiviato dall'url originale il 20 maggio 2006).